# Club Atlético Las Flores
El Club Atlético Las Flores es una entidad social y deportiva multidisciplinaria de la ciudad de Las Flores, Buenos Aires.
 Su principal actividad es el fútbol, en la que participa del campeonato regular de Primera División de la Liga de fútbol de Las Flores. A través de su afiliación a esta liga, se encuentra indirectamente afiliado a la Asociación del Fútbol Argentino.
 Atlético es, junto con Ferrocarril Roca, uno de los clubes que más veces logró el Campeonato de Primera División de Las Flores y, también junto con este mismo club, uno de los más añejos de la ciudad. En 1964 logró la Copa Clarín, siendo hasta el momento el logro más importante alcanzado por la institución.

La sede del club se encuentra ubicada en Av Rivadavia 426 de la ciudad de Las Flores.

## Galería de imágenes

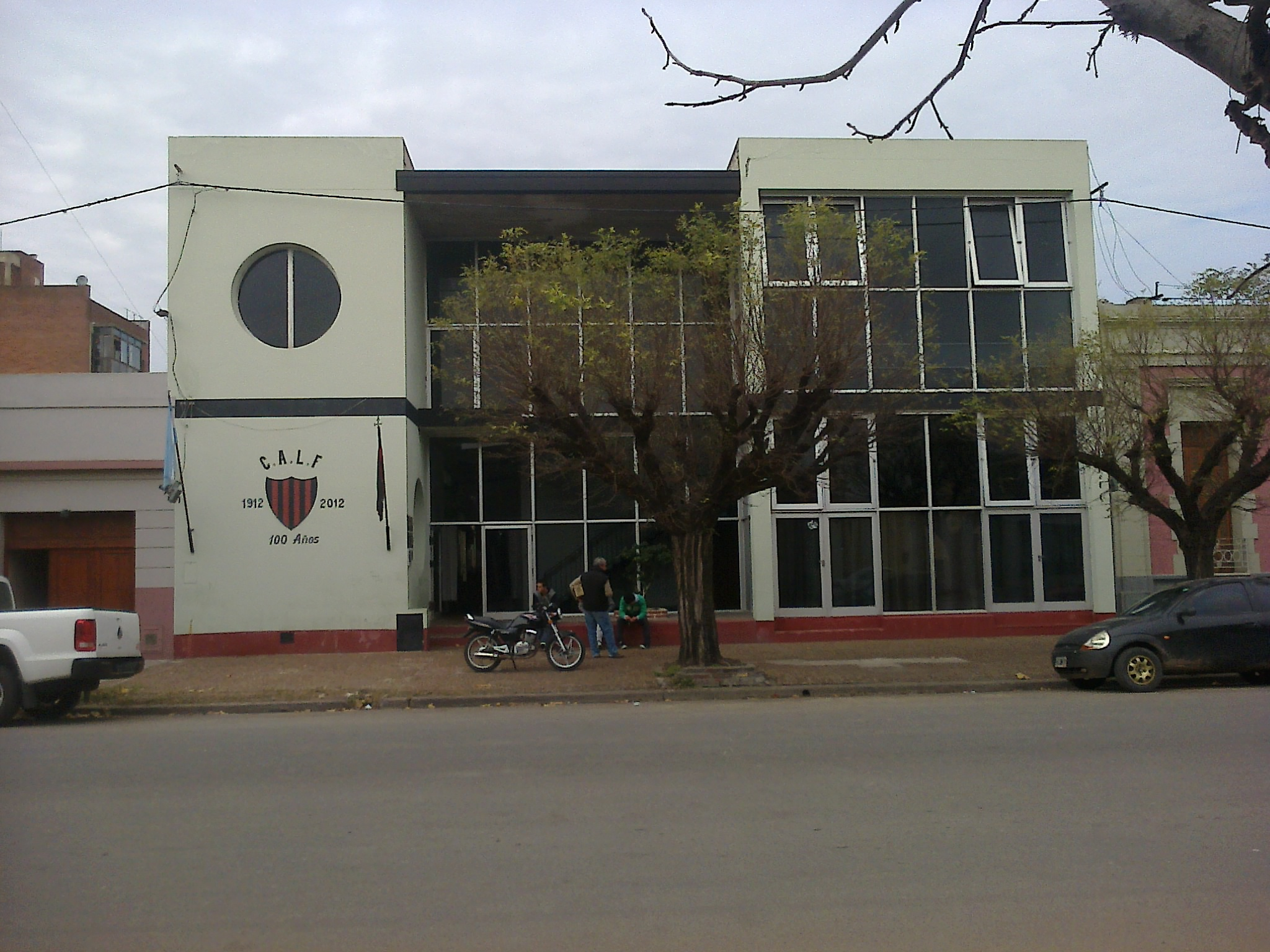
Sede del Club Atlético Las Flores
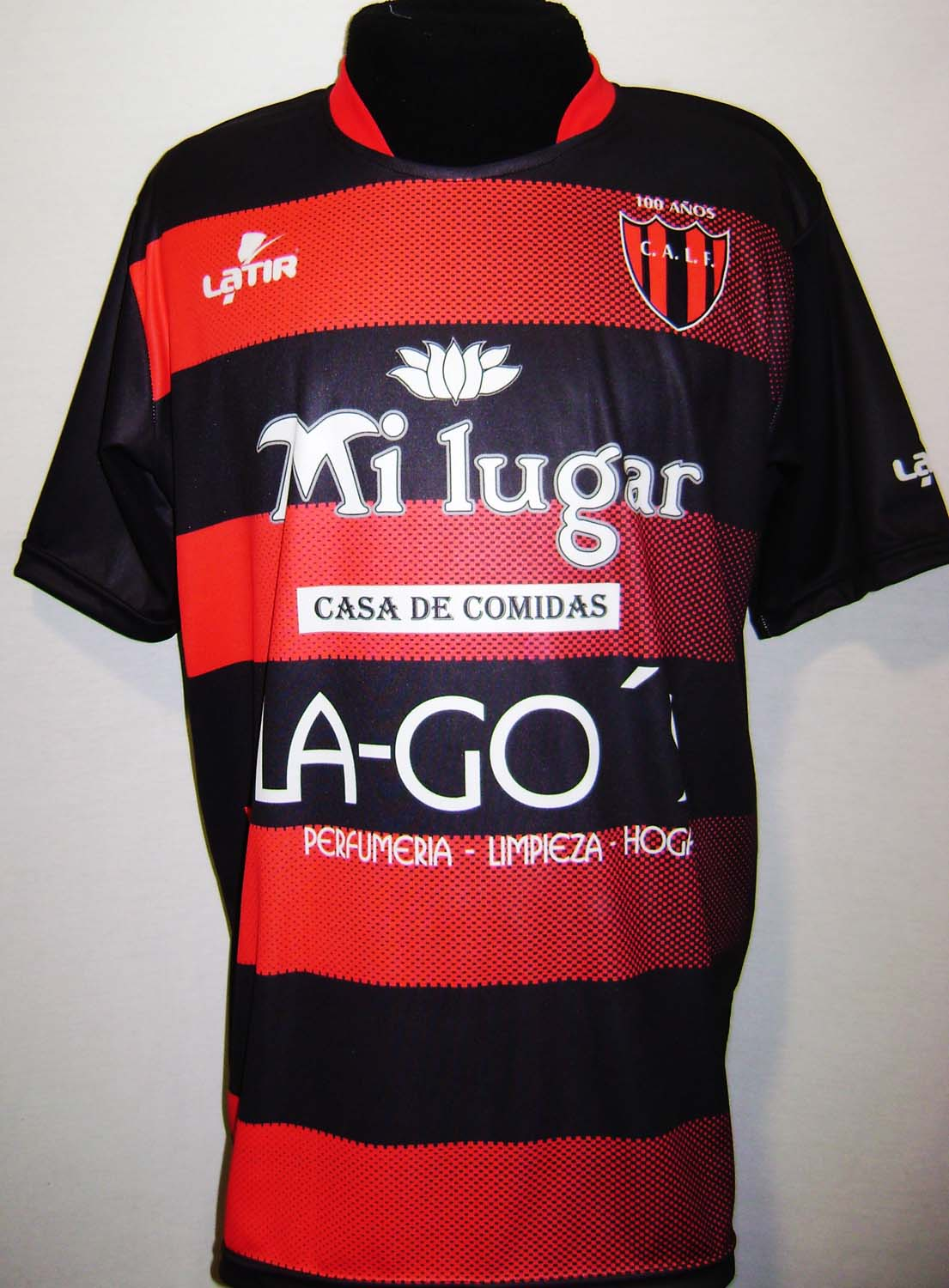
Camiseta por el centenario del club

## Palmarés

### Torneos amistosos nacionales (1)
- Copa Clarín: 1964

- Datos: Q17154948